# Lista de temporadas do Instituto Viver Basquetebol
Esta é uma lista com a performance a cada temporada do Lobos Brasília.
Para ver a história dos títulos conquistados, vá à seção no artigo do clube.

## Temporadas 2001-2010
| Campeão | Vice-campeão |

- a  Novo Basquete Brasil desde 2008.
- b  Disputado desde 2007.

## Temporadas 2011-presente
| Campeão | Vice-campeão |

- c  Brasília Basquete (Braba) desde 2012.

## Gráficos de Performance
| Participações em Campeonatos Brasileiros      |
|                                               |
| *Em 2006 não houve decisão. **NBB desde 2009. |

| Participações na Liga Sul-Americana |
|                                     |
| *Maior campeão.                     |